# An der Mauer

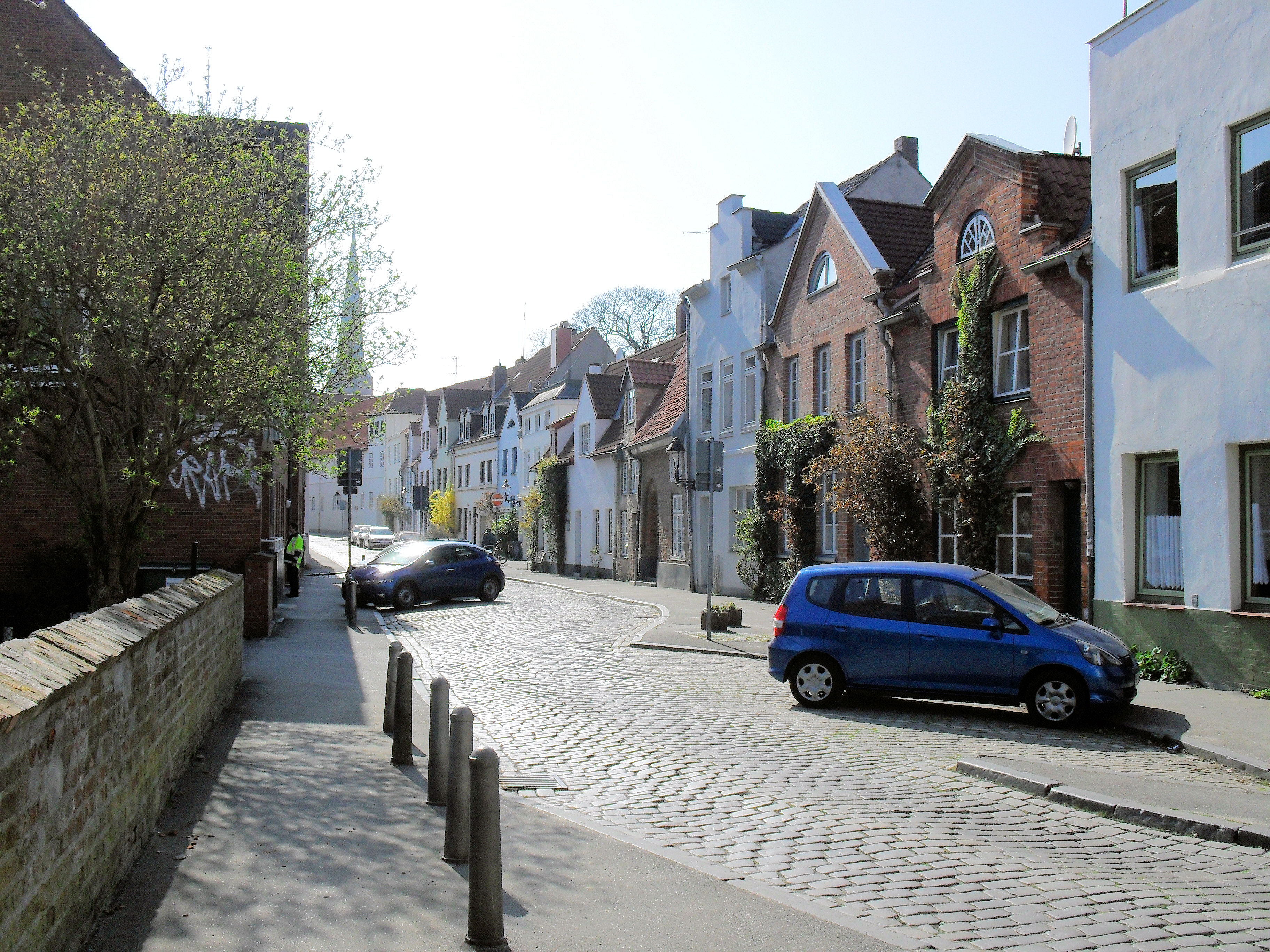
An der Mauer

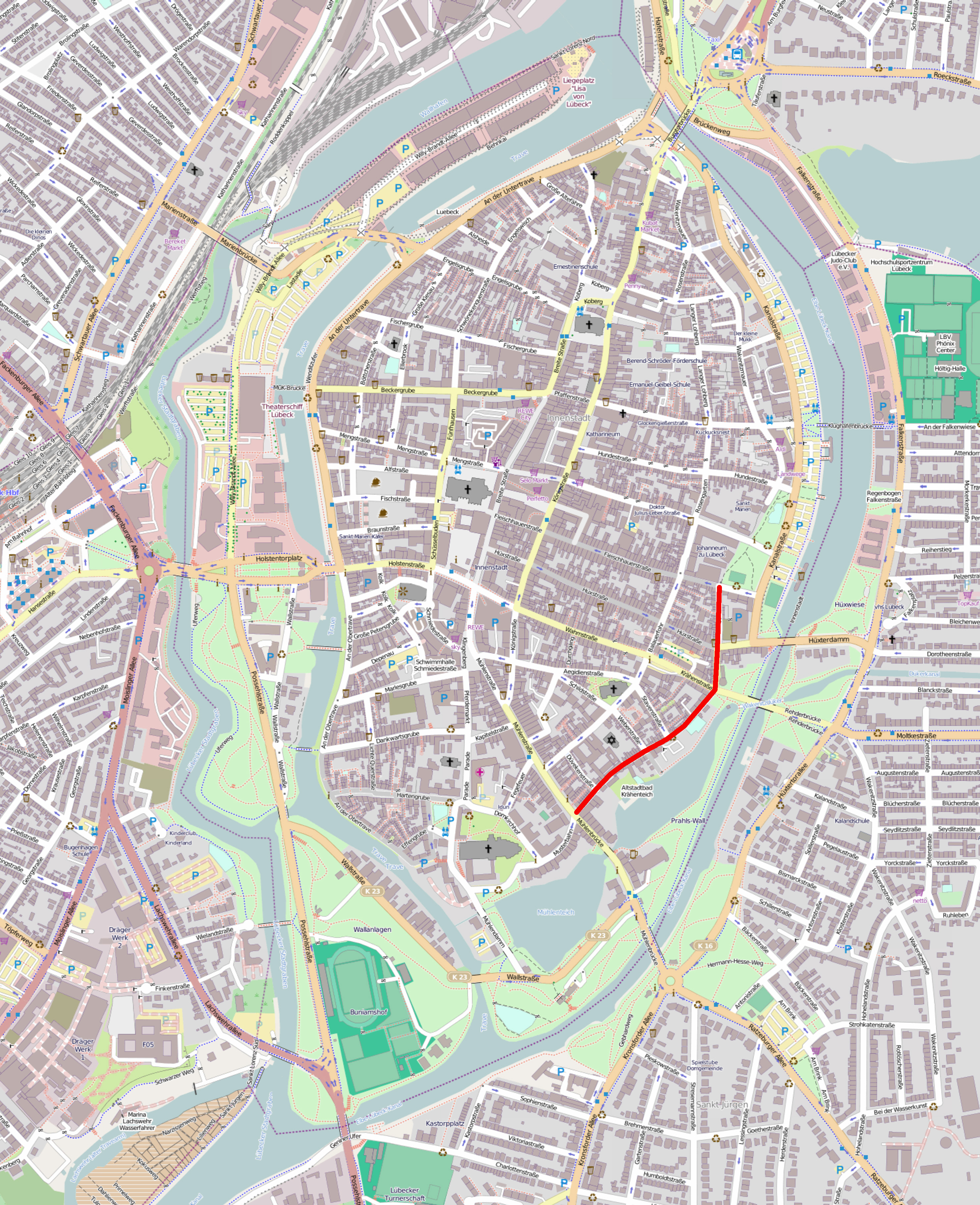
Die Lage der Straße An der Mauer, rot markiert

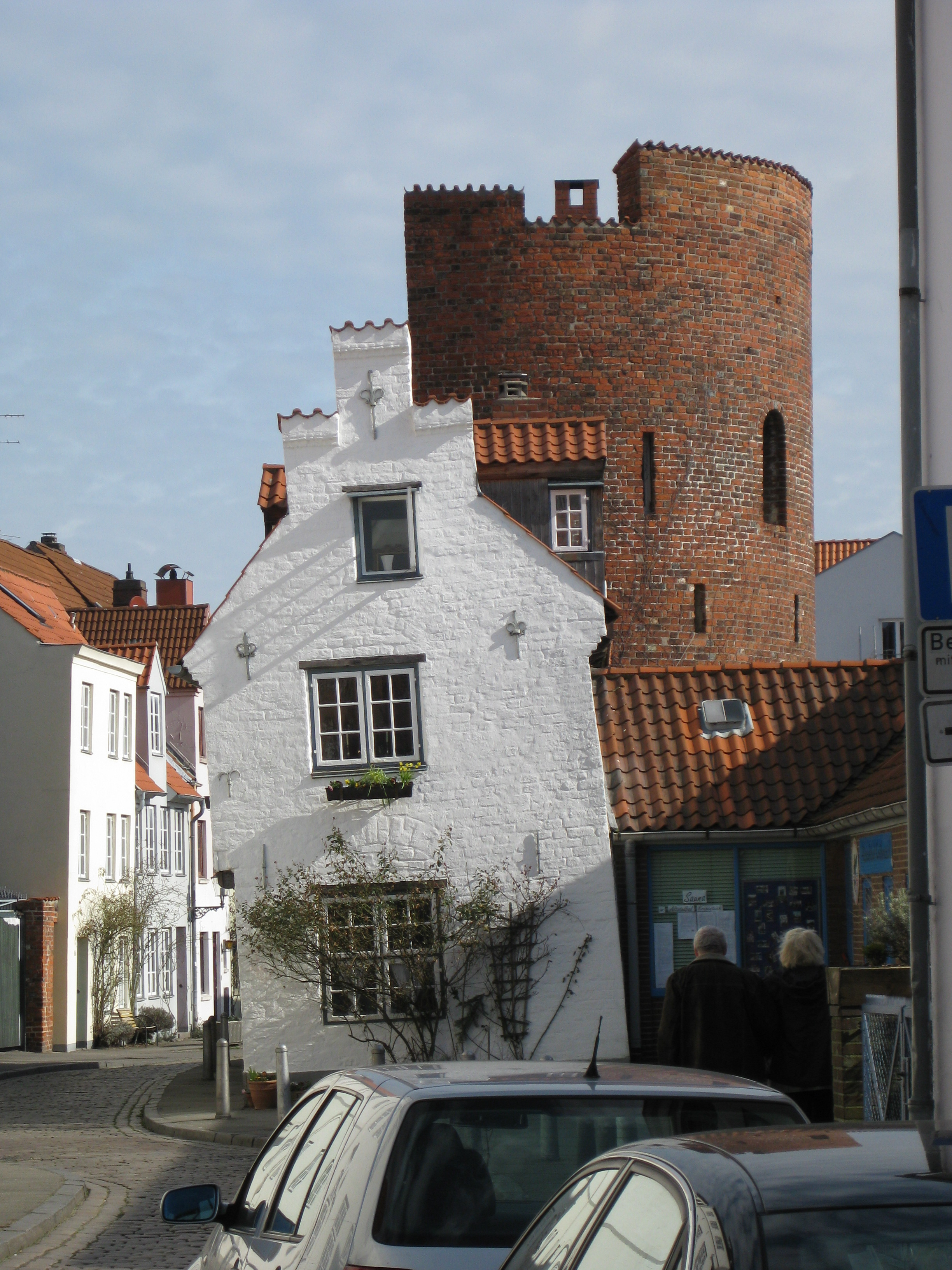
An der Mauer: Festungsturm des 13. Jahrhunderts mit Häusern von 1672 (Nr. 47–51)

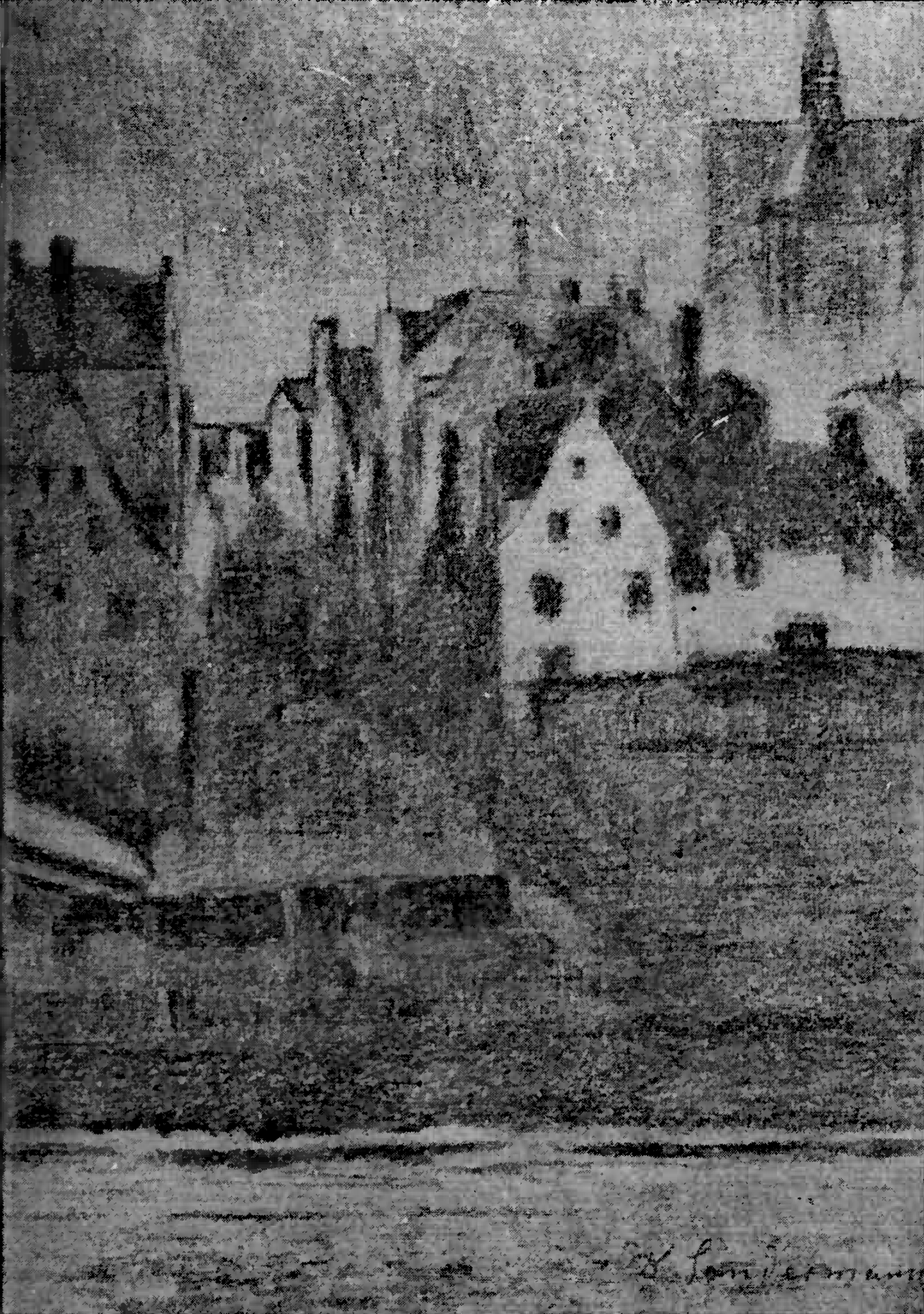
Karl Sondermann: An der Mauer, Pastell

An der Mauer ist eine Straße der Lübecker Altstadt.

## Lage
Die etwa 620 Meter lange Straße An der Mauer befindet sich am südöstlichen Rand der Altstadtinsel. Sie beginnt an der Mühlenstraße gegenüber der Musterbahn und verläuft dann in nordöstlicher Richtung, wobei von Westen her nacheinander Düvekenstraße, Weberstraße und Stavenstraße einmünden. An der Mauer kreuzt dann die Krähenstraße und verläuft von hier an nordwärts. Nach der Kreuzung mit Hüxstraße und Hüxterdamm trifft An der Mauer auf die Fleischhauerstraße und endet dort.

## Geschichte
Die Straße erhielt ihren Namen durch ihren Verlauf unmittelbar an der im 13. Jahrhundert errichteten Stadtmauer. Ursprünglich trug der gesamte Straßenzug am Ostrand der Altstadtinsel von seinem Anfang an der Mühlenstraße im Süden bis zum Endpunkt an der Kaiserstraße beim Burgtor im Norden die Bezeichnung An der Mauer, unterbrochen durch den nicht durch eine Straße erschlossenen Abschnitt zwischen Fleischhauer- und Hundestraße. Erst 1884 wurde die bis heute gültige Beschränkung des Namens auf den südlichen Teil des Straßenzuges festgelegt, während der nördliche die neue Bezeichnung Wakenitzmauer erhielt.
Bis zum fast vollständigen Abbruch der mittelalterlichen Stadtmauer im Jahre 1853 war die Straße nur auf der Westseite bebaut, vorwiegend mit bescheidenen Häusern wegen der wenig attraktiven Randlage im Schatten der Befestigungen, während die Ostseite von der Mauer und ihren Türmen eingenommen wurde. Auch nach dem Abriss der alten Befestigungen blieb die östliche Seite im südlichen Teil der heutigen Straße nur sporadisch bebaut.

## Bauwerke
- Zwischen Düveken- und Weberstraße passiert An der Mauer die Rückfront des St.-Annen-Klosters
- An der Mauer 8, auf das Jahr 1246 zurückgehendes Traufenhaus
- An der Mauer 14, auf das 16. Jahrhundert zurückgehendes Haus mit klassizistischer Fassade des 19. Jahrhunderts
- An der Mauer 16, auf das 16. Jahrhundert zurückgehendes Haus mit klassizistischer Fassade des 19. Jahrhunderts. Unter einem Dach mit Nr. 18
- An der Mauer 18, auf das 16. Jahrhundert zurückgehendes Haus mit klassizistischer Fassade des 19. Jahrhunderts. Unter einem Dach mit Nr. 16
- An der Mauer 47, Fachwerkhaus von 1672, eingebaut in einen halbrunden Festungsturm des 13. Jahrhunderts
- An der Mauer 49, Fachwerkhaus von 1672, angelehnt an Reste der Stadtmauer des 13. Jahrhunderts
- An der Mauer 51, Fachwerkhaus von 1672, angelehnt an Reste der Stadtmauer des 13. Jahrhunderts
- An der Mauer 118, etwa auf das Jahr 1300 zurückgehendes Renaissance-Haus des späten 16. Jahrhunderts
- An der Mauer 120, auf eine Bude des frühen 14. Jahrhunderts zurückgehendes, später mehrfach umgestaltetes Haus
- An der Mauer 154, traufenständiges Kleinhaus von 1749. Unter einem Dach mit Nr. 156–152 und Nr. 156–160
- An der Mauer 156, traufenständiges Kleinhaus des späten 13. Jahrhunderts, später umgestaltet. Unter einem Dach mit Nr. 150–154 und Nr. 158–160
- An der Mauer 160, 1978 nach Abbruch originalgetreu wiedererrichtetes klassizistisches Traufenhaus des späten 18. Jahrhunderts. Unter einem Dach mit Nr. 150–158

- siehe auch Liste abgegangener Lübecker Bauwerke#An der Mauer für nicht mehr vorhandene Bauwerke.

## Gänge und Höfe
Von der Straße An der Mauer gehen oder gingen folgende Lübecker Gänge und Höfe ab (nach Hausnummern):
- 12: Küter Gang
- 74: Titschers Gang (abgängig)
- 112: Heitmanns Gang (abgängig)
- 146: Scheune Hof